# 도네이션웨어
도네이션웨어(donationware)는 사용자에게 완전한 기능의 소프트웨어를 제공하지만 프로그래머나 일반 업체(일반적으로 비영리)에 선택적인 기부를 부탁하는 것을 말한다. 도네이션웨어가 모든 기능을 제공하면서도 구입은 선택이기 때문에 프리웨어의 일종으로 볼 수 있다.

## 역사
레드 라이더(Red Ryder)는 1980년대에 애플 매킨토시용으로 작성된 통신 및 단말 에뮬레이션 소프트웨어의 이름이다. 이 소프트웨어는 인터넷에 처음 배포된 도네이션웨어 프로그램 가운데 하나였다. 펜실베니아에 위치한 프리소프트 컴퍼니를 설립한 스캇 왓슨(Scott Watson)이 작성하였다. 광고에 돈을 들이지 않고 전자 게시판에 레드 라이더를 제공하여 왓슨은 맥용 1등 통신 프로그램을 시장화하여 배포할 수 있었다. 그는 상점에 이것을 판매하지 않았다. 이 프로그램을 컴퓨터에 다운로드한 사람 누구에게나 그에게 40불을 보내면 좋겠다는 것이 의도였다. 나중에 그는 "저는 저작권 침해 문제의 이점을 이용했습니다. 수많은 프로그램 이용자들이 마음대로 이를 복사해갔죠. 저는 무료로 뭔가를 배포하고 이를 좋아하는 사람들이 마음에 들어서 돈을 지불한다면 소프트웨어를 파는 사람들보다 더 많은 이익을 얻으리라 추측했습니다."라고 말하였다.

## 유명한 예
- Vim
- CCleaner

## 참조
- Jesse Reichler (2006년) Donationware experience - An article describing experiments with Donationware: Ethical Software, Work Equalization, Temporary Licenses, Collective Bargaining, and Microdonations at Donationcoder.

1. ↑  Milian, Mark (2011년 6월 13일). “Reading apps sell subscriptions to fuzzy feelings”. 《CNN》. 2014년 5월 22일에 확인함.

## 같이 보기
- 선물 경제 - 기부 경제
- 프리웨어